# Pukkisaari (ö i Mellersta Finland, Jyväskylä, lat 62,57, long 26,23)
Pukkisaari är en ö i Finland. Den ligger i sjön Liesvesi och i kommunen Hankasalmi i den ekonomiska regionen  Jyväskylä ekonomiska region  och landskapet Mellersta Finland, i den centrala delen av landet, 270 km norr om huvudstaden Helsingfors. Öns area är 3,5 hektar och dess största längd är 300 meter i sydväst-nordöstlig riktning.